# 6304 Josephus Flavius
6304 Josephus Flavius è un asteroide della fascia principale. Scoperto nel 1989, presenta un'orbita caratterizzata da un semiasse maggiore pari a 2,2416727 UA e da un'eccentricità di 0,1423220, inclinata di 0,95423° rispetto all'eclittica.